# Каменское сельское поселение (Смоленская область)
Ка́менское се́льское поселе́ние — муниципальное образование в составе Кардымовского района Смоленской области России. Административный центр — деревня Каменка.
Главой поселения и Главой администрации является Шевелева Валентина Петровна .

## Географические данные
- Расположение: северная часть Кардымовского района
- Граничит:
  - на севере — с Духовщинским районом
  - на северо-востоке — с Ярцевским районом
  - на востоке — с Шокинским сельским поселением
  - на юге — с Берёзкинским сельским поселением и Кардымовским городским поселением
  - на юго-западе — с Мольковским сельским поселением
  - на западе — со Смоленским районом
- По территории поселения проходит автомобильная дорога М1 «Беларусь» (с востока на запад).
- Крупные реки: Хмость, Большой Вопец.

## История
Образовано Законом от 2 декабря 2004 года.
Законом Смоленской области от 20 декабря 2018 года, к 1 января 2019 года в Каменское сельское поселение были включены все населённые пункты упразднённого Берёзкинского сельского поселения.

## Население
| 2011  | 2012  | 2013  | 2014  | 2015  | 2016  | 2017  |
| ----- | ----- | ----- | ----- | ----- | ----- | ----- |
| 1002  | ↗1086 | ↗1087 | ↗1093 | ↗1104 | ↘1102 | ↗1112 |
| 2018  | 2019  | 2020  | 2021  |       |       |       |
| ↘1082 | ↘1061 | ↗2501 | ↘2020 |       |       |       |

## Населённые пункты
В состав поселения входят 38 населённых пунктов:
| №  | Населённый пункт | Тип     | Население |
| -- | ---------------- | ------- | --------- |
| 1  | Андросово        | деревня | 15        |
| 2  | Барсучки         | деревня | 40        |
| 3  | Бережняны        | деревня | 40        |
| 4  | Берёзкино        | деревня | 217       |
| 5  | Болдино          | деревня | 10        |
| 6  | Варваровщина     | деревня | 208       |
| 7  | Веено            | деревня | 6         |
| 8  | Велюжино         | деревня | 12        |
| 9  | Верещакино       | деревня | 0         |
| 10 | Витязи           | деревня | 36        |
| 11 | Волочня          | деревня | 16        |
| 12 | Горни            | деревня | 7         |
| 13 | Городок          | деревня | 0         |
| 14 | Девиха           | деревня | 1         |
| 15 | Жеглово          | деревня | 11        |
| 16 | Зайцево          | деревня | 11        |
| 17 | Залужье          | деревня | 19        |
| 18 | Замощье          | деревня | 25        |
| 19 | Каменка          | деревня | 625       |
| 20 | Ковалевка        | деревня | 10        |
| 21 | Красные Горы     | деревня | 15        |
| 22 | Кузьмишкино      | деревня | 1         |
| 23 | Курдимово        | деревня | 1         |
| 24 | Лешенки          | деревня | 3         |
| 25 | Лисичино         | деревня | 39        |
| 26 | Маркаты          | деревня | 5         |
| 27 | Михейково        | деревня | 0         |
| 28 | Отрада           | деревня | 10        |
| 29 | Петрово          | деревня | 24        |
| 30 | Пищулино         | деревня | 551       |
| 31 | Помогайлово      | деревня | 21        |
| 32 | Семеновское      | деревня | 1         |
| 33 | Смогири          | деревня | 75        |
| 34 | Сущево           | деревня | 0         |
| 35 | Тверицы          | деревня | 134       |
| 36 | Топорово         | деревня | 3         |
| 37 | Трисвятье        | деревня | 2         |
| 38 | Устиновка        | деревня | 7         |

Упразднённые
- деревни Бородино, Гальцово, Сергеево